# Freisen
Freisen (en Sarrois Freise et Frääse) est une commune allemande, dans l'arrondissement de Saint-Wendel de la Sarre.

## Quartiers
- Asweiler
- Eitzweiler
- Freisen
- Grügelborn
- Haupersweiler
- Oberkirchen
- Reitscheid
- Schwarzerden

## Administration
- 1994 - : Wolfgang Alles, CDU

## Jumelages
- Mutzig (France)